# Джованні Джокондо
Джованні Джокондо (італ. Giovanni Giocondo; бл. 1433 — 1 липня 1515) — італійський архітектор, інженер, письменник, ерудит, гуманіст часів Відродження. Відомий також як фра Джокондо і фра Джованні Джокондо да Верона.

## Життєпис
Народився близько 1433 року в Вероні. У 18 років став ченцем домініканського ордену. Здобув гарну освіту, знав латину та давньогрецьку мову. Деякий час вилкдав мови для Джуліо Чезаре Скалігера у Вероні. Вивчав архітектуру в Римі, захоплювався давньоримським архітектором Вітрувієм та античними пам'ятниками, антикварними речами.
У 1489 році Альфонсо, герцог Калабрії, запросив його до Неаполя. Тут працювавдо 1493 року. Фра Джокондо займався археологічними розкопками, консультував будівництво фортифікаційних споруд і доріг, допоміг розробити план садів палацу Джуліано в Поджореалі, можливо є автором каплиці деї Понтано в церкві Санта-Марія-Маджоре-алла П'єтрасанта. Також зробив 120 малюнків для архітектурного трактату Франческо ді Джорджо ді Мартіні «Громадянська і військова архітектура».
1496 року запрошено до Франції королем Карлом VIII. Тут сприяв поширенню стилів Відродження. Також спорудив, два мости через Сену в Парижі — міст Нотр-Дам і Малий міст, розробив плани замку Гайон в Нормандії для кардинала Жоржа д'Амбуаза, забезпечив гідравлічне ознащення саду Блуаського замку. Разом з тим з Андреа Джованні Ласкарісом і Якопо Саннадзаро досліджував старовинні монастирські бібліотеки, відкривав рукопис, що містили невідомі твори класичних давньоримських авторів. Листувався з королівським секретарем Гійомом Бюде.
Після повернення до Італії у 1506 році працював у Венеції над проектами перебудови Фондако деї Тедескі, але не зміг їх завершити через брак грошей. За допомогою каналу регулював течію річки Брент поблизу Венеції і річки П'єве біля міста Тревізо, який він оточив укріпленнями. Став одним з перших, хто зайнявся пристосування укріплень для захисту від гарматного вогню. Так, започатку зведення земляних валів для підсилення старих куртин (валганів) і ронделів.
Водночас 1506 року порадив папі римському Юлію II з реконструкцією базиліки Святого Петра, запропонувавши спорудити будівлю з 5 куполами. 1508 року зміцнив міст у Вероні. 1509 року під час війни Камбрейської ліги проти Венеціанської республіки відповідав за зміцнення укріплень Тревізо, Леньяно, Падуї, Монселіче.
У Венеції також займався видавництво праць вчених та письменних Стародавнього Риму. У 1508 році видав зібрання творів Плінія, у 1511 році — перше ілюстроване видання праці Вітрувія «Десять книг про архитектуру». Також працює над деякими виданнями Альдо Мануція.
1514 року папа римський Лев X викликав фра Джокондо для допомоги Джуліано да Сангалло і Рафаелю в будівництві собору святого Петра. Джовані Джокондо охочепогодився, оскільки образився на уряд Венеції, що відкинув його проект реконструкції моста Ріальто. Втім архітектор недовго працював у Римі, померши тут 1515 року.